# Copa Mundial Femenina de Rugby de 2006
La Copa Mundial Femenina de Rugby de 2006 (2006 Women's Rugby World Cup en inglés) fue la quinta edición de la Copa Mundial Femenina de Rugby. Se llevó a cabo en Canadá entre el 31 de agosto de 2006 al 17 de septiembre de ese mismo año.

## Fase de grupos

### Grupo A
| Equipo        | PG | PE | PP | PF  | PC  | Puntos |
| ------------- | -- | -- | -- | --- | --- | ------ |
| Nueva Zelanda | 3  | 0  | 0  | 137 | 7   | 14     |
| España        | 1  | 0  | 2  | 14  | 115 | 4      |
| Kazajistán    | 0  | 0  | 3  | 22  | 97  | 0      |

### Grupo B
| Equipo     | PG | PE | PP | PF  | PC | Puntos |
| ---------- | -- | -- | -- | --- | -- | ------ |
| Inglaterra | 3  | 0  | 0  | 119 | 16 | 14     |
| Australia  | 1  | 0  | 2  | 88  | 42 | 6      |
| Irlanda    | 1  | 0  | 2  | 48  | 67 | 5      |

### Grupo C
| Equipo         | PG | PE | PP | PF | PC  | Puntos |
| -------------- | -- | -- | -- | -- | --- | ------ |
| Francia        | 2  | 0  | 1  | 75 | 37  | 10     |
| Estados Unidos | 2  | 0  | 1  | 34 | 35  | 9      |
| Sudáfrica      | 0  | 0  | 3  | 20 | 179 | 0      |

### Grupo D
| Equipo  | PG | PE | PP | PF  | PC | Puntos |
| ------- | -- | -- | -- | --- | -- | ------ |
| Canadá  | 2  | 0  | 1  | 131 | 71 | 10     |
| Escocia | 2  | 0  | 1  | 56  | 38 | 10     |
| Samoa   | 1  | 0  | 2  | 32  | 69 | 5      |

### Partidos
- Las selecciones del Grupo A enfrentaron a las del grupo D, mientras que las del grupo B a las del grupo C.

#### Ronda 1
| 31 de agosto | Nueva Zelanda | 66 - 7 | Canadá |  |  |

| 31 de agosto | España | 0 - 24 | Escocia |  |  |

| 31 de agosto | Kazajistán | 0 - 20 | Samoa |  |  |

| 31 de agosto | Inglaterra | 18 - 0 | Estados Unidos |  |  |

| 31 de agosto | Australia | 68 - 12 | Sudáfrica |  |  |

| 31 de agosto | Irlanda | 0 - 43 | Francia |  |  |

#### Ronda 2
| 4 de septiembre | Nueva Zelanda | 50 - 0 | Samoa |  |  |

| 4 de septiembre | Inglaterra | 74 - 8 | Sudáfrica |  |  |

| 4 de septiembre | Canadá | 79 - 0 | España |  |  |

| 4 de septiembre | Australia | 10 - 24 | Francia |  |  |

| 4 de septiembre | Kazajistán | 17 - 32 | Escocia |  |  |

| 4 de septiembre | Irlanda | 11 - 24 | Estados Unidos |  |  |

#### Ronda 3
| 8 de septiembre | Nueva Zelanda | 21 - 0 | Escocia |  |  |

| 8 de septiembre | España | 14 - 12 | Samoa |  |  |

| 8 de septiembre | Canadá | 45 - 5 | Kazajistán |  |  |

| 8 de septiembre | Inglaterra | 27 - 8 | Francia |  |  |

| 8 de septiembre | Australia | 6 - 10 | Estados Unidos |  |  |

| 8 de septiembre | Irlanda | 37 - 0 | Sudáfrica |  |  |

## Fase Final

### Semifinal 9° al 12° puesto
| 12 de septiembre | Samoa | 43 - 10 | Sudáfrica |  |  |

| 12 de septiembre | España | 17 - 12 | Kazajistán |  |  |

### Semifinal 5° al 8° puesto
| 12 de septiembre | Irlanda | 10 - 11 | Escocia |  |  |

| 12 de septiembre | Estados Unidos | 29 - 12 | Australia |  |  |

### Semifinal Campeonato
| 12 de septiembre | Nueva Zelanda | 40 - 10 | Francia |  |  |

| 12 de septiembre | Canadá | 6 - 10 | Inglaterra |  |  |

### 11° Puesto
| 16 de septiembre | Kazajistán | 36 - 0 | Sudáfrica |  |  |

### 9° Puesto
| 16 de septiembre | Samoa | 5 - 10 | España |  |  |

### 7° Puesto
| 16 de septiembre | Irlanda | 14 - 18 | Australia |  |  |

### 5° Puesto
| 17 de septiembre | Escocia | 0 - 24 | Estados Unidos |  |  |

### 3° Puesto
| 17 de septiembre | Francia | 17 - 8 | Canadá |  |  |

### Final
| 17 de septiembre | Nueva Zelanda | 25 - 17 | Inglaterra | Estadio de la Mancomunidad, Edmonton, |  |

| Bandera de Nueva Zelanda |
| Campeón Nueva Zelanda    |
| Tercer título            |